# Страхил Пинџур
Страхил Пинџур Страшо (Ваташа, код Кавадараца, 15. март 1915 — Скопље, 4. јануар 1943), студент права, учесник Народноослободилачке борбе и народни херој Југославије.

## Биографија
Рођен је 15. марта 1915. године у селу Ваташа, код Квадраца. По смрти његовог оца на почетку Првог светског рата, у борби код Криволака, мајка му се преселила у Неготино, па је бригу о њему водила баба. Основну школу завршио је у селу Ваташа, а нижу гимназију у Кавадарцима. После завршене ниже гимназије, постао је државни питомац у Крагујевцу, где се упознао и повезао са радничким покретом и комунистичком партијом.
За време школовања у Крагујевцу учествовао је у многим акцијама радника и омладине. Потом одлази у Београд, на студије права. Члан Комунистичке партије Југославије постао је 1934. године.
На Београдском универзитету, студирајући права, био је члан студентског политичког руководства и члан Акционог одбора. Основао је напредно илегално студентско друштво „Вардар“ и после његовог откривања ухапшен. За време студија постао је близак сардник и пријатељ Иве Лоле Рибара.
Најактивније је учествовао у борби револуционарног студентског покрета, а од 1938. године у партијском раду у Македонији, где је 1941. године, приликом организовања народног устанка, допринео да се разоткрије издајнички рад Методија Шаторова.
Био је члан Главног штаба НОВ и ПО Македоније и новоформираног Покрајинског комитета КПЈ за Македонију.
Ухапсила га је Бугарска окупациона војска у Велесу, 18. децембра 1942. године. После дугог мучења убијен је 4. јануара 1943. године у Скопљу.
Указом Председништва Антифашистичког већа народног ослобођења Југославије (АВНОЈ), 29. јула 1945. године, заједно са Мирчетом Ацевим, проглашен је за народног хероја.